# Flottoblaste
Les bryozoaires d'eau douce produisent des propagules très résistantes nommées statoblastes. 
Parmi ces « statoblastes », on appelle flottoblastes (« Floating statoblasts » ou « floatoblasts » en anglais) ceux qui flottent et peuvent se laisser emporter par le courant parfois sur de grandes distances (centaines de km) (ce phénomène est dénommé hydrochorie). 
Ils flottent grâce à une sorte de ceinture moins dense que l'eau dite « anneau pneumatique ». 

## Deux sortes de flottoblastes
Les flottoblastes sont divisés en deux catégories : 
1. Les pycnoblastes, qui sont en fait des flottoblastes normaux
2. les leptoblastes, qui sont des formes atypique, car ne présentant qu'un « anneau pneumatique rudimentaire »[1].

## Les autres statoblastes
Ce sont ceux qui ne flottent pas. Ils sont dénommés « sessoblastes » car parce qu'étant plus denses que l'eau : soit ils restent sur place piégés dans le squelette de la colonie ou un substrat moussu ou granuleux, soit ils coulent directement vers le fond, ou soit ils se laissent emporter par le courant, mais retombant alors non loin de leur colonie-mère. 
Ce sont ces propagules qui vont contribuer à régénérer une colonie à peu près au même endroit ou exactement à la même place au printemps suivant (ou dès que les conditions seront propices à leur développement). 
Cette double stratégie  de dissémination (flottoblastes + sessoblastes) permet à l'espèce d'être pérenne et de disséminer à la fois : 
- sur de grandes distances et localement ;
- en profondeur comme en surface (où la colonie peut par exemple se développer sous des bois flottants ou sous des feuilles de nénuphars) ;
- en étant capable de "remonter contre le courant (emportés par des animaux qui remonteraient vers la source).

## Utilisation

### Identification d'espèces
La forme générale des statoblaste est presque propre à chaque espèce, et on distingue en outre par divers motifs structurant l'enveloppe ou la couronne du statoblaste les flottoblastes des sessoblastes. 

Ces caractères sont les plus utilisés pour distinguer les différentes espèces de bryozoaires d'eau douce (y compris en hiver quand les colonies ont totalement disparu). Leur observation fine nécessitent cependant un bon microscope, voire un microscope électronique pour les espèces produisant des statoblastes de petite taille, ce qui est le cas de presque toutes les espèces. 

### Preuve de présence de bryozoaires
Comme les flottoblastes sont résistants et qu'ils s'accumulent (parfois en grande quantité) sur les berges, et parce qu'ils sont alors faciles à collecter, ils permettent à peu de frais (à condition de disposer du microscope et des clés de détermination nécessaires) d'avoir une preuve de la présence de l'espèce, sans avoir à faire d'explorations subaquatiques, y compris en hiver quand il n'y a plus de colonies vivantes.